# Изотов, Роман Владимирович
Рома́н Влади́мирович Изо́тов (род. 22 июня 1996, Тула) — российский футболист, нападающий тульского «Арсенала-2».

## Клубная карьера
Воспитанник клуба «Арсенал» Тула. Летом 2017 года на правах аренды перешёл в клуб «Торпедо» Москва.
12 июля 2023 года подписал контракт с клубом «Актобе». 30 июля 2023 года в матче против клуба «Каспий» дебютировал в чемпионете Казахстана.

## Достижения
«Актобе»
- Бронзовый призёр чемпионата Казахстана: 2023

## Клубная статистика
| Игровая карьера | Игровая карьера      | Игровая карьера | Лига | Лига | Кубок | Кубок | Межд. | Межд. | Др. | Др. |
| --------------- | -------------------- | --------------- | ---- | ---- | ----- | ----- | ----- | ----- | --- | --- |
| 2020/21         | Химик (Новомосковск) | В               | 27   | 8    | —     | —     | —     | —     | —   | —   |
| 2021/22         | Арсенал-2 (Тула)     | В               | 33   | 19   | —     | —     | —     | —     | —   | —   |
| 2022/23         | Арсенал (Тула)       | Б               | 6    | 0    | 1     | 0     | —     | —     | —   | —   |
| 2022/23         | Арсенал-2 (Тула)     | В               | 21   | 22   | —     | —     | —     | —     | —   | —   |
| 2023            | Актобе               | А               | 2    | 0    | —     | —     | —     | —     | —   | —   |
| 2023            | Актобе М             | В               | 7    | 6    | —     | —     | —     | —     | —   | —   |